# عقاب‌های ماهی‌خوار
عقاب‌های ماهی‌خوار (نام علمی: Ichthyophaga) نام یک سرده از تیره بازان است.